# Lydella oryzae
Lydella oryzae är en tvåvingeart som först beskrevs av Townsend 1916.  Lydella oryzae ingår i släktet Lydella och familjen parasitflugor. Inga underarter finns listade i Catalogue of Life.